# Paramount Global
Paramount Global — закритий американський диверсифікована багатонаціональна компанія засобів масової інформації, утворений шляхом злиття корпорації CBS та другого втілення Viacom 4 грудня 2019 року  які були відокремлені від початкового втілення Viacom у 2006 році.
Основні активи компанії включають кіностудію та телевізійну студію Paramount Pictures, розважальну групу CBS (що складається з телевізійної мережі CBS, телевізійних станцій та інших активів під брендом CBS), внутрішні мережі (що складаються з базового кабельного телебачення на основі США та преміум-класу) мережі, включаючи MTV, Nickelodeon, BET, Comedy Central та Showtime), міжнародні мережі (що складаються з міжнародних версій внутрішніх мереж ViacomCBS, а також регіональних мереж), послуга потокового телебачення з підтримкою реклами Pluto TV та Simon & Schuster книговидавець.
Штаб-квартира розташована в One Astor Plaza у центрі Манхеттена, штат Нью-Йорк, компанія управляє понад 170 мережами та охоплює приблизно 700 мільйонів абонентів у приблизно 160 країнах станом на 2020 рік. 
[джерело?]

## Передумови
У 1952 році CBS створила CBS Films, підрозділ, який займався правами на синдикацію бібліотеки телешоу CBS. Цей підрозділ було перейменовано в CBS Enterprises Inc. у січні 1968 р. і знову перейменовано на Viacom у 1970 р. У 1971 році цей підрозділ синдикації був виділений на тлі нових правил FCC, що забороняють телевізійним мережам володіти синдикаційними компаніями . (Правила були повністю скасовані в 1993 році.)  У 1986 році Viacom був придбаний його нинішнім власником, компанією театрального оператора National Amusements. Протягом 1980-х і 1990-х років Viacom здійснив кілька поглинань, включаючи MTV Networks (колишня супутникова розвага Warner-Amex) та Paramount Communications. У 1999 році Viacom здійснило своє найбільше придбання на сьогодні, оголосивши про плани злиття зі своєю колишньою материнською корпорацією CBS (перейменованою Westinghouse Electric Corporation, яка об'єдналася з CBS у 1995 році). Злиття було завершено в 2000 році, в результаті чого CBS возз'єдналася з колишнім підрозділом синдикації. 3 січня 2006 року Viacom було розділено на дві компанії: корпорацію CBS, корпоративну спадкоємницю цієї компанії, та відокремлену компанію Viacom.
[джерело?]

## Історія

### Формування
29 вересня 2016 року компанія National Amusements, материнська компанія CBS Corporation і Viacom, написала Viacom і CBS закликаючи дві компанії злитися назад в одну компанію.  12 грудня угода була скасована.  Злиття раніше було б названо CBSViacom.
12 січня 2018 р. CNBC повідомив, що Viacom знову вступила в переговори про злиття в CBS Corporation після оголошення про злиття AT&T та Time Warner та пропонованого Діснеєм придбання більшості активів 21st Century Fox. Viacom і CBS також стикалися з жорсткою конкуренцією з боку таких компаній, як Netflix і Amazon.  Незабаром після цього з'явилася інформація, що об'єднана компанія може бути заручником для придбання кіностудії Lionsgate.  Viacom і Lionsgate були зацікавлені у придбанні компанії Weinstein.  Після ефекту Вайнштейна, Viacom був внесений до списку 22 потенційних покупців, зацікавлених у придбанні TWC.  Вони програли заявку, і 1 березня 2018 року було оголошено, що Марія Контрерас-Світ придбає всі активи TWC за 500 мільйонів доларів .   Пізніше Lantern Capital придбає студію.
30 березня 2018 року CBS зробила пропозицію акцій, дещо нижчу від ринкової вартості Viacom, наполягаючи на тому, що її існуюче керівництво, включаючи давнього голову та генерального директора Les Moonves, контролюватиме повторно об'єднану компанію. Viacom відхилив пропозицію як занадто низьку, вимагаючи що $2,8 збільшиться на мільярд, а Боб Бейкіш залишиться президентом і директором операцій під керівництвом Мунвеса. Ці конфлікти були наслідком того, що Шарі Редстоун шукала більшого контролю над CBS та її керівництвом.  
Врешті-решт, 14 травня 2018 р. корпорація CBS подала позов проти материнської компанії National Amusements і материнської компанії Viacom та звинуватила Редстоун у зловживанні своєю виборчою владою в компанії та в примусовому злитті, яке не було підтримано ні компанією, ні Viacom.   CBS також звинуватила Redstone у перешкоджанні Verizon Communications купувати його, що могло б бути корисно для його акціонерів. 
23 травня 2018 року Лес Мунвес пояснив, що вважає канали Viacom "альбатросом", і хоча він віддає перевагу більшому вмісту для CBS All Access, він вважає, що для CBS є вигідніші пропозиції, ніж угода Viacom, наприклад, Metro-Goldwyn-Mayer, Lionsgate або Sony Pictures. Мунвес також вважав Бакіша загрозою, оскільки він не хотів союзника Шарі Редстоун як члена правління об'єднаної компанії. 
9 вересня 2018 року Лес Мунвес вийшов з CBS після численних звинувачень у сексуальному насильстві. National Amusements погодилися не пропонувати злиття CBS-Viacom принаймні протягом двох років після дати урегулювання. 
30 травня 2019 року CNBC повідомив, що CBS Corporation і Viacom вивчать обговорення питань злиття в середині червня 2019 року. Рада директорів CBS була оновлена з людьми, які були відкриті для об'єднання; повторне злиття стало можливим завдяки відставці Мунвеса, який виступав проти всіх спроб злиття. Переговори розпочалися після чуток про придбання CBS Starz у Lionsgate.  Згідно з повідомленнями, CBS і Viacom, як повідомляється, визначили 8 серпня неформальним кінцевим терміном для досягнення згоди щодо рекомбінації двох медіакомпаній.   CBS оголосила про придбання Viacom в рамках угоди про повторне злиття на суму до 15,4 доларів млрд. 
2 серпня 2019 року повідомлялося, що CBS і Viacom домовились про злиття в одне ціле. Обидві компанії домовились про керівну групу злиття, а Боб Бакіш виконував обов'язки генерального директора об'єднаної компанії з президентом і виконуючим обов'язки генерального директора CBS Джозефом Янніелло, який здійснював нагляд за активами фірми CBS.  7 серпня 2019 року CBS та Viacom окремо звітували про свої квартальні прибутки, оскільки переговори про повторне злиття тривали.  

### Початок операцій
13 серпня 2019 року CBS та Viacom офіційно оголосили про злиття; об'єднана компанія мала бути названа ViacomCBS, а Шарі Редстоун виконувала функції голови.    Після угоди про злиття, Viacom і CBS спільно оголосили, що очікується, що транзакція завершиться до кінця 2019 року, очікуючи схвалення регуляторних органів та акціонерів.  Злиття має бути схвалене Федеральною торговою комісією. 
28 жовтня 2019 року злиття було схвалено компанією National Amusements, яка тоді оголосила, що угода закриється на початку грудня; рекомбінована компанія продаватиме свої акції на Nasdaq під символами "VIAC" і "VIACA" після того, як корпорація CBS видалить свої акції на Нью-Йоркській фондовій біржі.  
25 листопада 2019 року Viacom і CBS оголосили, що злиття закриється 4 грудня, а торгівля Nasdaq розпочнеться 5 грудня.   4 грудня 2019 року Бакіш підтвердив, що злиття ViacomCBS було закрито. 
10 грудня 2019 року Бакіш оголосив, що ViacomCBS планує позбутися Чорної скелі, будівлі, в якій з 1964 року знаходилася штаб-квартира CBS. Він заявив: "Чорна скеля - це не актив, яким ми повинні володіти, і ми віримо, що гроші будуть використані для кращого використання в іншому місці".  20 грудня 2019 року ViacomCBS погодився придбати 49% міноритарного пакету акцій кіностудії Miramax у BeIN Media Group за 379 мільйонів доларів. В рамках придбання компанія Paramount Pictures уклала довгострокову угоду про ексклюзивні права на розповсюдження своєї бібліотеки та угоди на перший погляд щодо спільної розробки нових кіно- та телевізійних проектів, що базуються на власності компанії Miramax. 
2 березня 2020 року виконавчий віце-президент Дана Макклінток оголосила, що покине компанію через 27 років роботи в CBS Communications.  4 березня компанія оголосила про плани потенційно продати свій видавничий підрозділ "Саймон і Шустер", при цьому Бакіш стверджував, що їй бракує "значного зв'язку для нашого більш широкого бізнесу". 
19 червня 2020 року Хайме Ондарза, колишній старший віце-президент телекомпанії Turner Broadcasting в Південній Європі та Африці, став новим керівником ViacomCBS Networks International для Франції, Іспанії, Італії, Близького Сходу, Греції та Туреччини. 
4 серпня 2020 року ViacomCBS оголосила, що підключена платформа для відеореклами EyeQ має запуститися цієї осені. 
14 вересня 2020 року ViacomCBS оголосив про угоду продати CNET Media Group Red Ventures за 500 мільйонів доларів. Угода включатиме однойменний технічний сайт CNET, а також ZDNet, GameSpot, TVGuide, Metacritic та Chowhound.  

## Підрозділи компанії
ViacomCBS складається з чотирьох основних підрозділів:
- CBS Entertainment Group складається з CBS-брендових активів, в тому числі CBS телевізійної мережі, CBS News, CBS Sports, CBS Studios, Big Ticket Television, CBS Television Stations, і CBS Interactive, яка включає в себе Giant Bomb, і CBS All Access підписаний відео- послуга на замовлення. Підрозділ також має 50% частки у спільному підприємстві телевізійної мережі CW, співвласником якого є дочірнє підприємство AT&T WarnerMedia через його підрозділ Warner Bros. [45]
- Domestic Media Networks охоплюють платні телевізійні канали, що пропонуються в США, такі як MTV, Nickelodeon, Showtime, BET, Comedy Central, TV Land, Paramount Network, Logo, CMT, Pop TV, Smithsonian Channel, VH1, The Movie Channel та Flix. ViacomCBS Domestic також контролює виробничі потужності для каналів, перелічених вище, включаючи студію анімації Nickelodeon.
- Networks International охоплює певні міжнародні версії внутрішніх каналів компанії, а також регіональні мережі, такі як Channel 5 у Великій Британії, Network 10 в Австралії та Telefe в Аргентині. ViacomCBS International також володіє третиною [46] телевізійної студії Rainbow Srl в Італії, а також 49% акцій спільного підприємства Viacom 18 з TV18. [47] Цей підрозділ також включає всі канали з фірмовою CBS по всій Європі, котрі належать AMC Networks International.
- Global Distribution Group зосереджується на глобальному розповсюдженні всіх програм, вироблених усіма виробничими студіями ViacomCBS. Підрозділ складається з телевізійного розповсюдження CBS, CBS Studios International та ViacomCBS International Studios.

Іншими активами, що належать ViacomCBS, є кінострічка та телевізійна студія Paramount Pictures, платформа з підтримкою реклами відео на замовлення Pluto TV, книговидавець Simon & Schuster, багатожанрова онлайн-відеоконференція VidCon, промоутер змішаних бойових мистецтв Bellator, а також медіа-розважальна компанія AwesomenessTV. Станом на листопад 2019 року AwesomenessTV контролює його співзасновник Брайан Роббінс, керівник ViacomCBS Domestic. 

## Зовнішні посилання
- Офіційний сайт
- Бізнес-дані для ViacomCBS Class A:   - Bloomberg
  - Google
  - Reuters
  - SEC filings
  - Yahoo!

- Бізнес-дані для ViacomCBS Class B:   - Bloomberg
  - Google
  - Reuters
  - SEC filings
  - Yahoo!